# サーバント×サービス
『サーバント×サービス』は、高津カリノによる日本の青年漫画。架空の区役所・みつば区役所の保健福祉課を舞台に、個性的な公務員たちの日常を描いた4コマ漫画である。
本作は、2007年に発刊された『増刊ヤングガンガン』（スクウェア・エニックス）創刊号から連載を開始した。その後、掲載誌は『増刊ヤングガンガンビッグ』、次いで『月刊ビッグガンガン』へ改称されるが、本作は引き続き連載が行われ、2014年に発刊された『月刊ビッグガンガン』2014 Vol.07をもって完結した。全75話。また、2013年には、本作を原作としたテレビアニメが放送されている。

## あらすじ
ある日、みつば区の保健福祉課に、山神ルーシー（略）、長谷部豊、三好紗耶という3人の新人が配属され、先輩職員の一宮大志が新人の指導をすることになった。新人3人のうちルーシーは名前が異様に長く、その名前を受理した公務員に文句を言うために公務員になった、という事情を抱えていた。豊はルーシーをからかうが、次第にルーシーのことを可愛いと思うようになる。
一方、紗耶は、頻繁に区役所を訪れる老婆・田中から、彼女の孫・譲二との結婚を勧められる。その後、紗耶に会いに区役所を訪れた譲二は、そこで豊を見かけて態度を一変させる。譲二は豊の幼馴染で、豊の現状に否定的な態度を取っていた。これに対し、ルーシーは豊の現状を肯定する。この一件がきっかけで豊はルーシーに惚れ込み、彼女とデートするが、その直後、自分の父親がルーシーの名前を受理していたことを知る。豊は苦悩し、ルーシーも豊の様子がおかしいのを気にしてヤキモキするようになる。
また、大志は、臨時職員の千早恵とかねてから交際していたが、妹・塔子の世話を優先して恵を放置することがしばしばあった。その状況を見かねた紗耶の一言により大志は反省し、恵を積極的に誘うようになる。その後、大志は塔子に彼女の存在を明かし、塔子も2人の交際を認める。
一方、豊は譲二の後押しもあってルーシーに告白し、交際をスタートさせたが、彼女の名前を受理した公務員が自分の父親だと伝えられずにいた。そんな折、ルーシーは、上司の百井兼蔵が豊の父親と話している場面に遭遇し、そこで自分の名前に関する事実を知る。ルーシーは動揺するが、気持ちを整理し、改めて豊に好意を伝える。そしてルーシーが改名の意思を明らかにしたところで物語は終わる。

## 登場人物

### 主要人物
山神 ルーシー（やまがみ ルーシー）<略称>
声 - 茅野愛衣
本作の主人公。みつば区保健福祉課福祉給付事務係の職員。20歳。
Gカップを超える大きさを誇る巨乳の持ち主。頭部にはアホ毛があり、本人の感情に応じてしばしば動く。性格は真面目で、仕事はてきぱきとこなすが、一方で隙も多い。また、本が好きで、よく本を買って読んでいるが、その費用を捻出するために食費を削っており、それを見かねた豊にしばしば食事に連れて行かれる。
「現代版じゅげむ」と呼ばれるほど長い名前を持つため、「ルーシー(略)」「ルーシー【以下略】」と表記されていた。ルーシーの後は「喜美子明江愛里史織倫弥由保千帆子綾乃冨美佳千歳早苗美紀子壱花由紀乃麗奈恵利亜衣多美子千景エミリア樹理亜志津江絵里那千紗夢佳夏希蘭々理恵子刹里智香子あずみ満里奈秀子千秋美咲直巳キャンベル未来由加雅子佐知子奈々睦美春香優奈縞子幸恵りん咲良柑那若菜葉月保奈実瑠璃美羽桃華ひまり希美双葉麻友々乃愛麻代…………」と続くが、彼女の名前については、作品の内外を問わず、基本的に「ルーシー」以外の部分は省略されている。最終的には下の名前を略称であった「ルーシー」のみに改名した。
長谷部 豊（はせべ ゆたか）
声 - 鈴木達央
みつば区保健福祉課福祉第一係の職員。22歳。ルーシーの両親以外で彼女を略称の「ルーシー」と呼ぶ、本作唯一の人物。
祖父の代から公務員という家に生まれ、父（声 - 浪川大輔）も姉・薫（声 - 小林ゆう）も現役の公務員である。要領がよく、新しいことを始めてもすぐに覚えてしまう天才肌だが、それ故に心から興味を持てるものがないという理由で公務員になった。
お調子者であるが、実はネクラで、家族の中では一番テンションが低い。また、ゲーム好きな隠れオタクという一面もある。
基本的には視野の広い良識的な性格だが、ルーシーが絡むと途端におかしな思考になってしまう。後にルーシーと交際を始めるが、最終巻で彼女がなぜ「ルーシー」と改名したのか、他の誰よりも気付くのが遅れたため、そっぽを向いたルーシーをなだめるシーンで本作の幕を閉じている。
作者Twitterのおまけ漫画では、ルーシーと結婚して、娘がいる。
三好 紗耶（みよし さや）
声 - 中原麻衣
みつば区保健福祉課福祉第二係の職員。24歳。
物腰が柔らかく、聞き上手。特にお年寄りに好かれており、世間話に長時間付き合わされている。一方で一言多いきらいがあり、普段は言葉を控えているが時折痛烈な一言を放つ。アニメでは田中譲二の性格が明らかになった終盤にその本領を大いに発揮し、最後には「口ごたえしないで下さい」とまで言うようになった。アルコールには弱くワイン一口で意識を失う。
作者Twitterのおまけ漫画では、譲二と結婚し息子を出産したことが明かされた。
千早 恵（ちはや めぐみ）
声 - 豊崎愛生
みつば区保健福祉課福祉給付事務係の臨時職員。20歳。
コスプレが趣味で、コスプレを続けるために臨時職員として勤務している。裁縫の腕は確かで、作中ではコスプレ衣装を自作するほか、ルーシーや塔子が着る衣服も作っている。
大志の恋人。大志の優しい人柄に惹かれて告白し、交際を始めるが、恋人になってからは大志の優しさを好ましく思いつつ、優しさのあまり自分に遠慮がちな態度を取る大志に苛立ちも覚えるようになる。
作者Twitterのおまけ漫画では晴れて大志と成婚して子を儲けており、別作品のある人物の民族衣装制作を何度も受注している。
一宮 大志（いちみや たいし）
声 - 櫻井孝宏
みつば区保健福祉課福祉第一係の職員。26歳。
地味かつ真面目で、お人よし。また、マイナス思考なところがあり、作中で頻繁に自虐に走っている。
母子家庭で育ち、親に代わって妹の面倒を見ている。女性にはモテるが、交際中も妹の世話を優先するため、恵と交際するまではクリスマス前にフラれるのがお決まりとなっていた。
恵と交際中だが職場や妹には一応隠しており、二人きりの時以外は「千早」と呼んでいる。ただし塔子やルーシーを除き、ほとんどのキャラクターには既にバレている。
アニメ版では、最終話で妹に打ち明けようとするも、正午過ぎから夕方まで話せないままで、終いには塔子が席を外してしまい、恵に舌打ちされている。

### その他
百井 兼蔵（ももい けんぞう）
声 - 小山力也
みつば区保健福祉課の課長。恥ずかしがりやのためウサギのぬいぐるみを遠隔操作して勤務させており、作中では基本的にぬいぐるみの姿で描かれている。豊の父親は区役所の同期にあたる。
遠隔操作とは言えぬいぐるみとの一体感は非常に深く、痛覚すら共用している模様。
一宮 塔子（いちみや とうこ）
声 - 大久保瑠美
大志の妹で、高校2年生。16歳で、コミックス第4巻で誕生日を迎えて17歳になった。
目元には常に怒りマークがあり、非常に怒りっぽい。その怒りは兄の大志にも向けられているが、内心では兄のことを慕っている。また、スイーツが好きで、スイーツを食べると機嫌がよくなる。
成績は優秀で、加えて保健福祉に精通している。大志に会うために保健福祉課をよく訪れるが、その際は「職員の保健福祉に関する知識を確認する」という体裁を取っており、紗耶がよく質問攻めに遭っている。
大志・恵は塔子に遠慮して交際を隠しており、塔子自身も非常に鈍くて全く気付いていなかったが、終盤にて意を決した大志から知らされた。その時はさすがに動揺するも、千早に諭されてすぐさま立ち直り、兄に千早を大切にするよう命じる。そもそも恵とは姉妹のように仲が良いため、交際を知ったからと言って特に関係性は変わらなかった。
アニメ版放映時点では原作がそこまで進んでいなかった事もあり、気付く事の無いまま物語を終えている。
田中 譲二（たなか じょうじ）
声 - 柿原徹也、真堂圭（子供時代）
みつば区役所の近くにある銀行支店に勤める銀行員。22歳。区役所を訪れる老婆・田中（声 - 高橋美佳子）の孫で、祖母からは「真面目な子」と評されている。
豊の幼馴染。豊とは様々な勝負を繰り広げるが負け続け、その苛立ちから高校時代に豊に不用意な発言をしてしまう。その発言がきっかけで豊の人生が狂ったと思い込んでおり、豊に勝つことが詫びになると考えた結果、豊に勝つために彼をつけ回すストーカーと化す。食事をともにした三好紗耶によると「ただの年下でくそ真面目で話のつまらない男の人」との事。
百井 花音（ももい かのん）
声 - 日高里菜
兼蔵の娘で、高校2年生。17歳。
父が遠隔操作しているぬいぐるみのメンテナンスを行っており、その影響もあって理系科目を得意としている。また、塔子とは同じ高校に通っており、親しい仲である。
ルーシー父 ＆ ルーシー母
声 - 石田彰、折笠富美子
山神ルーシーの両親。娘の名前の案を親族や友人に聞いて回り、浮かれすぎた勢いですべての案を採用してしまった、ルーシーのコンプレックスの元凶。後に我に返り、なぜこの名前が受理されたのか、なぜ娘が改名を希望しないのか疑問に思っていた模様。

## 登場用語
マジカルフラワーズ
作中世界で放送されているアニメ。エコをテーマとした魔法少女アニメであり、緑をなくすべく暗躍する組織に立ち向かう5人の少女の姿を描く。恵は、自分自身とルーシー、紗耶、塔子、花音の5人で魔法少女5人のコスプレをしようと目論んでおり、実際に作中で5人によるコスプレを実現させている。
ガーベラピンク
声 - 豊崎愛生
『マジカルフラワーズ』に登場する魔法少女の1人。元気で明るい性格の持ち主。
ローズブラック
声 - 茅野愛衣
『マジカルフラワーズ』に登場する魔法少女の1人。コスチュームの露出度が高い。
ブルーハイドランジア
声 - 中原麻衣
『マジカルフラワーズ』に登場する魔法少女の1人。物静かだが、毒舌家という一面も持つ。
ミモザイエロー
声 - 大久保瑠美
『マジカルフラワーズ』に登場する魔法少女の1人。怒りっぽいが、兄想いという一面も持つ。
ルピナスパープル
声 - 日高里菜
『マジカルフラワーズ』に登場する魔法少女の1人。おっとりしているが、その実、しっかり者。

## 作風
作者の高津は2004年から2014年にかけて『ヤングガンガン』（スクウェア・エニックス）で『WORKING!!』を連載しており、本作は『WORKING!!』と並行して連載された。そもそも本作が生まれたのは、『ヤングガンガン』の増刊号を創刊するにあたって当時の編集長が高津に漫画の掲載を打診したことがきっかけであり、そこから新作を作ろうという話になり、結果、本作が誕生した。ただし『増刊ヤングガンガン』は不定期刊行だったため、連載序盤は毎回あらすじやキャラクター紹介を話に盛り込む必要があり、それ故、話を広げるのに苦労したという。
高津は、本作を執筆する前に役所で働いた経験があり、本作はその経験を活かして執筆されている。実際に、本作を原作としたテレビアニメでは、窓口のたらい回しや融通の利かない対応といった「お役所仕事」についての描写があり、「ネタにリアリティーがある」と評されている。

## テレビアニメ
| 原作                         | 高津カリノ                                                 |
| 監督                         | 山本靖貴                                                   |
| シリーズ構成 脚本            | 下山健人                                                   |
| キャラクターデザイン         | 西位輝実                                                   |
| 美術監督                     | 渋谷幸弘                                                   |
| 色彩設計                     | 坂本いづみ                                                 |
| 撮影監督                     | 廣岡岳                                                     |
| 編集                         | 坪根健太郎                                                 |
| 音楽                         | MONACA                                                     |
| 音楽制作                     | アニプレックス                                             |
| 音響監督                     | 藤田亜紀子                                                 |
| 音響制作                     | HALF H・P STUDIO                                           |
| プロデューサー               | 井上貴允、西出将之                                         |
| アニメーションプロデューサー | 五十嵐守                                                   |
| アニメーション制作           | A-1 Pictures                                               |
| 製作                         | サーバント×サービス製作委員会 （アニプレックス、朝日放送） |

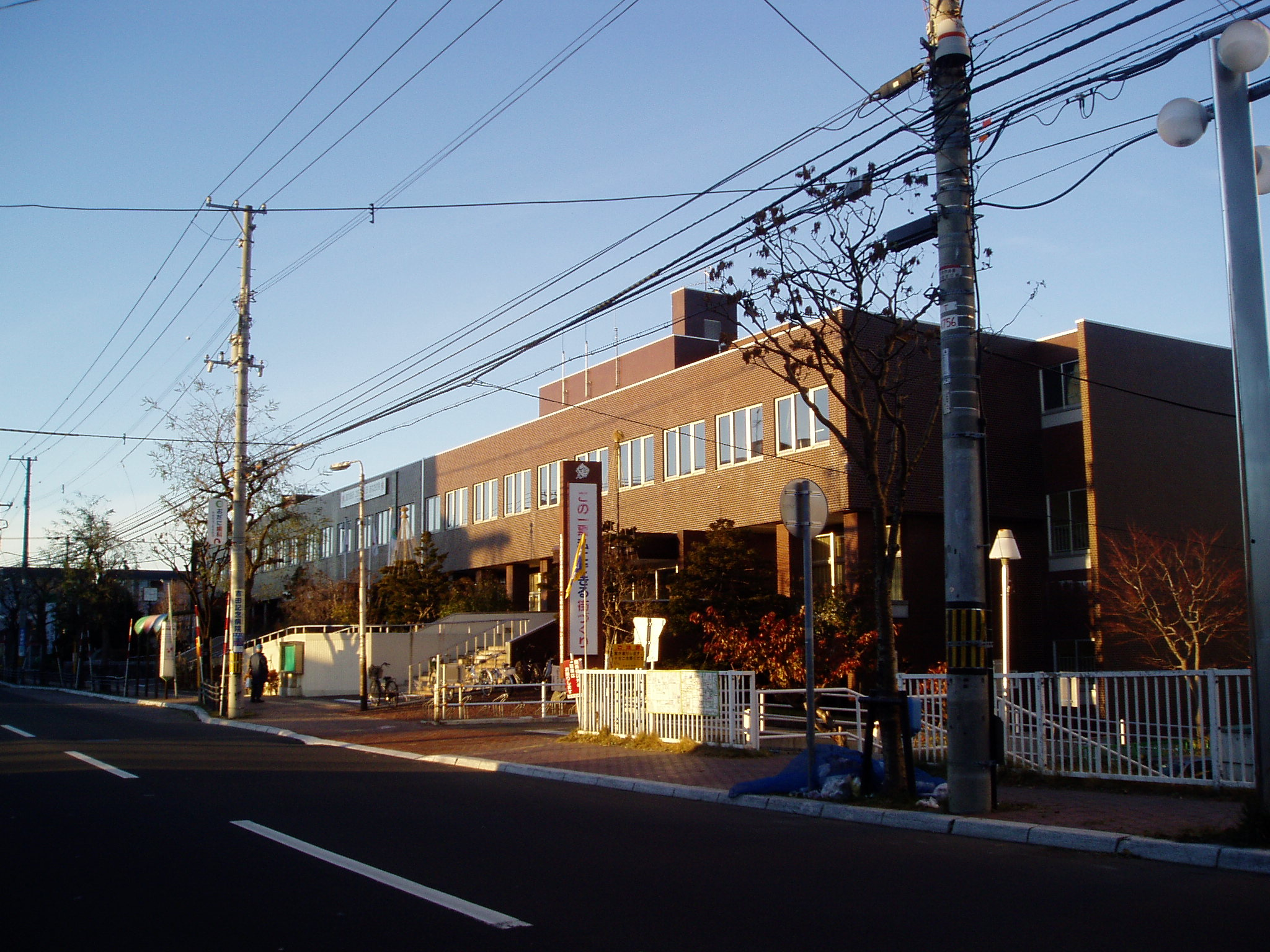
北海道札幌市の旧白石区役所。2017年に解体されている

2013年3月に開催された「アニメ コンテンツ エキスポ 2013」において、本作のテレビアニメ化が発表された。その後、同年7月から全13話のテレビアニメが放送された。ストーリーは本作のコミックス第1巻から第3巻までの内容をベースにしているため、漫画とは異なる結末を迎えている。
なお、作者の高津は本作を「鯖」（サバ）と略しており、テレビアニメでは「鯖」に関連したネタも盛り込まれている。各話終了後には次回予告の代わりに「サバクイズ」と題したクイズが出題されているほか、テレビアニメに関連したイベントの題名にも「鯖（サバ）」が用いられている。

### 製作

#### 音楽・音声
監督の山本靖貴は、本作について「ローテンションのキャラクターが多い」と述べており、声を当てる声優が頑張りすぎるとキャラクターが変わってしまうという理由から、アフレコの際、あまり頑張らないよう声優に指示していたという。
音響監督の藤田亜紀子は、本作では「やりすぎない」ことを意識して仕事に臨んだという。アフレコでは、キャラクターの特徴を強調しすぎると本作らしさが失われてしまうため、声優が事前に作ってきた役を「丸く」することから始めたほか、本作では「会話の妙」が面白さのポイントになるという考えから、キャラクターの心情につける音楽を少なくした旨を明かしている。音楽を担当したMONACAによると、1クールのテレビアニメでは一般的に劇伴を50曲程度制作するが、本作用に制作した劇伴は32曲だったという。

#### 舞台設定
本作の舞台である「みつば区役所」は、漫画ではどの都道府県にあるか言及されていない。しかし、テレビアニメでは北海道にあるという設定になっている。また、作中にて田中譲二が差し出した名刺には「くろいし市」という名前がある。
テレビアニメの制作にあたって札幌市の区役所でロケハンが行われており、みつば区役所の外観は旧白石区役所がモデルとなっている。

### 主題歌
テレビアニメの主題歌は、オープニングテーマ・エンディングテーマともに、女性キャラクターが歌うキャラクターソングとなっている。
オープニングテーマ「めいあいへるぷゆー？」は、こだまさおりが作詞、田中秀和が作曲を担当した楽曲で、山神ルーシー（略）（茅野愛衣）、三好紗耶（中原麻衣）、千早恵（豊崎愛生）の3人が歌唱を担当している。田中によると、制作にあたって「好きに弾けてもらって良い」というリクエストがあったといい、その結果、本曲はトイピアノやドラムが活躍するキャッチーな曲に仕上がっている。
エンディングテーマ「ハチミツ時間」は、辻純更が作詞、岡部啓一が作曲を担当した楽曲である。回によって歌唱担当者が異なり、第1話から第4話は山神ルーシー（略）（茅野愛衣）、第5話から第8話は三好紗耶（中原麻衣）、第9話から第12話は千早恵（豊崎愛生）がそれぞれ歌唱を担当している。なお、第13話の終盤では「めいあいへるぷゆー？」のオフヴォーカル版が使用された。

### エピソードリスト
| # | タイトル                                          | 絵コンテ         | 演出         | 作画監督                                             |
| --- | ------------------------------------------------- | ---------------- | ------------ | ---------------------------------------------------- |
| 第1話 | 気をつけよう 人の呼び方 その理由                  | 山本靖貴         | 山本靖貴     | 西位輝実                                             |
| みつば区の保健福祉課に3人の新人が配属される。新人の1人、山神ルーシー（略）は、やる気は人一倍あるものの自分の名前が話題に上るたびにムキになっていた。ある日、ルーシーは窓口業務で来庁者の対応に苦慮するが、長谷部豊の助けもあって無事に乗り切る。来庁者の笑顔を見たルーシーは、気持ちを新たにする。 |                                                   |                  |              |                                                      |
| 第2話 | お仕事は 慌てず騒がず 投げ出さず                  | 松林唯人         | 松林唯人     | 小林由美、井野真理恵                                 |
| 三好紗耶はお年寄りの世間話に付き合わされ、業務が思うように進まずにいた。ルーシーは紗耶を案じる一方、千早恵からコスプレに誘われていた。そんな中、新人3人の実力を調べにきた一宮塔子は、個性的すぎる3人に怒る。その後、紗耶がハッキリ物を言うための練習台として呼び出された塔子は、紗耶から衝撃的な言葉を浴びせられる。 |                                                   |                  |              |                                                      |
| 第3話 | 怠るな 職場の安全 身の安全                        | 大原実           | 間島崇寛     | 國行由里江、佐藤麻里那                               |
| ある日、勤務中にルーシーのブラホックが壊れるというハプニングが発生する。この事態に同僚たちは困惑するが、豊が機転を利かせたことで解決する。その後も豊は有能ぶりを示し、ルーシーは彼を見直す。一方、豊はルーシーのメールアドレスを聞き出そうとするも、何故か聞き損なってしまう。 |                                                   |                  |              |                                                      |
| 第4話 | 来週の 見えない危険に 要注意                      | 黒柳トシマサ     | 黒柳トシマサ | 薗部あい子、土田仁亜、西村元秀、服部憲知             |
| ルーシーをコスプレさせる甲斐があると評価する恵は、ルーシーにちょっかいをかける豊にライバル宣言をする。この宣言を受けてルーシーのことが気になり出した豊は、ルーシーに告白する。ルーシーは断るが、その理由はルーシー自身に起因するものだったため、豊はアプローチを続けることを決める。一方、百井兼蔵は部下と飲みに出かける。飲みの席でルーシーは酔っぱらってしまい、翌日に見知らぬ家で目を覚ます。 |                                                   |                  |              |                                                      |
| 第5話 | 皆が持ってる ヒヤリの体験 活かして今日も 健全職場 | 青山弘、渡辺了   | 浅見松雄     | 山野雅明、徳田夢之介                                 |
| ルーシーが目覚めた家は、豊の姉・薫の家だった。その後、ルーシーはお礼をしようと薫のもとを訪れるが、逆に薫に誘われて豊の家へ行くことになり、そこで初めて豊のプライベートを目の当たりにする。一方、豊は一宮大志が恵と交際していることを知り、大志から職場恋愛は大変なので止めるよう忠告される。 |                                                   |                  |              |                                                      |
| 第6話 | 確かめて 思わぬ問題 かくれんぼ                    | 田所修           | 草刈大介     | 小倉典子、北村友幸                                   |
| 兼蔵は、自分には何か足りないものがあるように感じていた。そんな折、兼蔵の娘・花音が、ぬいぐるみの尻尾のパーツを持って来庁する。花音は塔子とも親しい仲であり、塔子に友人がいることを知った大志は安堵する。一方、紗耶は、常連の来庁者・田中から孫との結婚を勧められる。 |                                                   |                  |              |                                                      |
| 第7話 | 自己防止 見えない所に 人が居る                    | 山本里織         | 加藤誠       | 土田仁亜、小澤円                                     |
| 恵は、あまり恋人らしい行動をしてくれない大志に苛立ちを募らせていた。ある日、恵と大志は2人で仕事をする機会があり、そこで恵は大志に迫る。結局、オフィスラブ的な行為は未遂に終わるが、2人は飲みに行く約束をする。しかし、その待ち合わせの場でも大志は恵を怒らせてしまう。一方、紗耶のもとには田中の孫・譲二が姿を現した。譲二は紗耶に好印象を抱くが、その直後に豊の姿を見て態度を豹変させる。 |                                                   |                  |              |                                                      |
| 第8話 | 危険の芽 田中の孫に 御用心                        | 大原実           | 山本弘       | 薗部あい子、小林由美、西村元秀                       |
| ある日の仕事終わり、ルーシーは譲二によって強引に食事へ連れ出される。その席で譲二は豊に勝つためにルーシーに交際を申し込むが、駆けつけた豊に殴られる。その帰り道、豊はルーシーから真摯な言葉をかけられ、彼女に惚れ込む。翌日、ルーシーはこれまでのお礼として恵が選んだ服を着て、2か月後に豊とデートする約束を交わす。 |                                                   |                  |              |                                                      |
| 第9話 | ありますか 心のゆとりと 積み重ね                  | 西本由紀夫       | 吉田光春     | 柳田義明、玉利和枝                                   |
| 恵は服を作りすぎて疲労を感じていた。大志は恵を気遣うが、その気遣いに恵は嬉しさと苛立ちを感じる。恵はストレス発散のためにルーシーを連れて買い物に行き、ルーシーのデート服を探すが、最終的に恵がデート服を作ることになる。また、ルーシーと紗耶は薫に誘われて食事に行き、そこで譲二の過去を知る。その際、2人は薫が結婚することも聞かされるが、姉の結婚を知らなかった豊はルーシーが結婚すると勘違いし、動揺する。その後、勘違いに気づいた豊は恥ずかしさから携帯電話を破壊し、ルーシー以外の女子の連絡先は要らない、とルーシーに言い放つ。 |                                                   |                  |              |                                                      |
| 第10話 | あとで良い ついでで良いは 大きな後悔              | 大原実           | 草刈大介     | 小倉典子、北村友幸                                   |
| 恵は、自分が大志と交際していることを塔子に打ち明けようと決意するが、失敗に終わる。紗耶は、気を使いすぎて後悔しないよう恵にアドバイスするが、譲二と遭遇して「後悔」について語り合った結果、後日2人で食事をする流れになる。一方、保健福祉課の職員たちがぬいぐるみに話しかける光景を目撃した塔子は、職員たちが自分のせいで心を病んだと勘違いしてショックを受けた直後、そのぬいぐるみの正体が保健福祉課の課長だと知って怒る。 |                                                   |                  |              |                                                      |
| 第11話 | アテンション あなたを狙う 甘い罠                  | 田所修           | 佐藤和磨     | 荒尾英幸                                             |
| ルーシー以外の女子の連絡先は要らないと言って以来、豊はルーシーと業務以外での会話を避けていた。ルーシーは豊を探し、区役所の屋上で豊と顔を合わせる。豊はルーシーのことが特別だと伝えようとするが、ルーシーにはその思いが上手く伝わらない。一方、紗耶は譲二と2人で食事し、譲二に対する認識を改める。 |                                                   |                  |              |                                                      |
| 第12話 | 一寸待て 慣れと油断が 命取り                      | 山本里織         | 加藤誠       | 山野雅明、徳田夢之介                                 |
| 恵は服作りに勤しんでいた。大志は塔子に嘘をついて恵の家を訪れ、彼女を労わる。そしてルーシーと豊のデート当日、豊の前に、恵が作ったデート服を着たルーシーが現れる。豊はルーシーにデレデレしつつ気遣いも見せるが、豊に急用が発生したため、デートは途中で終了となる。翌日、紗耶・恵・大志の3人は、様子がおかしい豊に何があったか尋ねる。豊は、ルーシーの名前を受理した公務員が自分の父だったことを明かす。 |                                                   |                  |              |                                                      |
| 第13話 | これで良し 明日につなぐ 楽しい職場                | 青山弘、阿部記之 | 浅見松雄     | 薗部あい子、小林由美、井野真理恵、土田仁亜、山野雅明 |
| デートを途中で切り上げた後、実家に呼び出された豊は、父からルーシーの名前に関する話を聞かされていた。豊は嫌われるのを恐れるあまりルーシーに真実を告げられずにいたが、周囲の後押しもあり、ルーシーに名前のことを打ち明ける。これに対し、ルーシーは責任を取ってこれからも「ルーシー」と呼ぶよう豊に告げる。その後、豊はルーシーのメールアドレスを手に入れることに成功する。 |                                                   |                  |              |                                                      |

### 放送
日本国内では、朝日放送、TOKYO MX、とちぎテレビ、群馬テレビ、北海道放送、中京テレビ、BS11、AT-Xの計8局で放送された。このうち、BS11では、テレビアニメの放送に先駆けて『「サーバント×サービス」放送直前！特別番組『めいあいへるぷゆー？』』と題した特別番組が放送されている。
| 放送期間                | 放送時間                     | 放送局       | 対象地域   | 備考                              |
| ----------------------- | ---------------------------- | ------------ | ---------- | --------------------------------- |
| 2013年7月5日 - 9月27日  | 金曜 3:08 - 3:38（木曜深夜） | 朝日放送     | 近畿広域圏 | 『木曜アニメ』枠 / 製作委員会参加 |
| 2013年7月7日 - 9月29日  | 日曜 0:30 - 1:00（土曜深夜） | TOKYO MX     | 東京都     | 『E!TV』枠                        |
|                         |                              | とちぎテレビ | 栃木県     |                                   |
|                         |                              | 群馬テレビ   | 群馬県     |                                   |
|                         | 日曜 2:18 - 2:48（土曜深夜） | 北海道放送   | 北海道     |                                   |
| 2013年7月9日 - 10月1日  | 火曜 3:24 - 3:54（月曜深夜） | 中京テレビ   | 中京広域圏 |                                   |
| 2013年7月14日 - 10月6日 | 日曜 0:30 - 1:00（土曜深夜） | BS11         | 日本全域   | 『ANIME+』枠                      |
| 2013年7月16日 - 10月8日 | 火曜 22:30 - 23:00           | AT-X         | 日本全域   | リピート放送あり                  |

また、テレビ放送に加えて、バンダイチャンネルとニコニコ動画でネット配信が行われた。どちらのサイトも、第1話は常に無料で配信、第2話以降は更新から1週間限定で無料配信、という形が採られている。
| 配信期間               | 配信時間        | 配信サイト         |
| ---------------------- | --------------- | ------------------ |
| 2013年7月9日 - 10月1日 | 火曜 12:00 更新 | バンダイチャンネル |
|                        | 火曜 23:00 更新 | ニコニコ動画       |

### BD / DVD
2013年から2014年にかけて、テレビアニメを収録した映像ソフトがリリースされた。全7巻。販売形態には完全生産限定版 (BD / DVD) と通常版 (DVD) があり、完全生産限定版には特典としてCDやDVDが同梱されている。
| 巻 | 発売日         | 収録話          | 規格品番      | 規格品番      | 規格品番  | 特典CD・DVD                                                                              |
| 巻 | 発売日         | 収録話          | BD限定版      | DVD限定版     | DVD通常版 | 特典CD・DVD                                                                              |
| -- | -------------- | --------------- | ------------- | ------------- | --------- | ---------------------------------------------------------------------------------------- |
| 1  | 2013年8月21日  | 第1話           | ANZX-6331〜33 | ANZB-6331〜33 | ANSB-6331 | 1.オープニングテーマ「めいあいへるぷゆー？」を収録したCD 2.原作者書き下ろしのドラマCD    |
| 2  | 2013年9月25日  | 第2話 - 第3話   | ANZX-6334/35  | ANZB-6334/35  | ANSB-6334 | 山神ルーシー（略）（茅野愛衣）が歌う「めいあいへるぷゆー？」「ハチミツ時間」を収録したCD |
| 3  | 2013年10月23日 | 第4話 - 第5話   | ANZX-6336/37  | ANZB-6336/37  | ANSB-6336 | 「マジカルフラワーズ」のドラマCD                                                         |
| 4  | 2013年11月27日 | 第6話 - 第7話   | ANZX-6338/39  | ANZB-6338/39  | ANSB-6338 | 三好紗耶（中原麻衣）が歌う「めいあいへるぷゆー？」「ハチミツ時間」を収録したCD           |
| 5  | 2013年12月25日 | 第8話 - 第9話   | ANZX-6340/41  | ANZB-6340/41  | ANSB-6340 | ドラマCD                                                                                 |
| 6  | 2014年1月22日  | 第10話 - 第11話 | ANZX-6342/43  | ANZB-6342/43  | ANSB-6342 | 千早恵（豊崎愛生）が歌う「めいあいへるぷゆー？」「ハチミツ時間」を収録したCD             |
| 7  | 2014年2月26日  | 第12話 - 第13話 | ANZX-6344/45  | ANZB-6344/45  | ANSB-6344 | テレビアニメ関連イベント「鯖祭2013」のDVD                                                |

### Webラジオ
本作のWebラジオは2つあり、いずれもテレビアニメ公式サイトで配信されている。
山田中さん
アニメ『WORKING!!』シリーズで山田葵の声を担当する広橋涼と、本作のテレビアニメで田中の声を担当する高橋美佳子がパーソナリティを務める。2013年6月8日から6月29日まで計4回配信された。その後、2014年に復活し、8月5日と9月9日に配信が行われた。
- ゲスト

- 第6回：斎藤桃子

サーバント×サービス×サービス
高橋美佳子がパーソナリティを務める。2013年7月22日から2014年4月14日まで計19回配信された。
- ゲスト

- 第2回、第15回：中原麻衣
- 第3回、第17回、第19回：茅野愛衣
- 第4回：豊崎愛生
- 第5回：柿原徹也
- 第6回：大久保瑠美
- 第7回：日高里菜
- 第8回：小山力也
- 第9回：櫻井孝宏
- 第12回：鈴木達央
- 第14回：小林ゆう

### イベント
2013年12月8日、東京・ゆうぽうとホールにて、「サーバント×サービス大祝賀会 鯖祭2013」が開催された。このイベントの模様は、映像ソフト第7巻の完全生産限定版に同梱されたDVDに収録されている。
また、2013年6月には、テレビアニメのキャストが推薦した5つの企画について投票を行い、最も票を得た企画を実現させるという「ドリームジャンボサバ投票」が行われた。投票の結果、「『WORKING!!』とのコラボ企画」が1位となり、2014年8月10日に神奈川・パシフィコ横浜にてコラボイベント「夏祭りだよ！全員集合」が開催された。
| 朝日放送 金曜3:08 - 3:38枠（木曜深夜）                                                                           | 朝日放送 金曜3:08 - 3:38枠（木曜深夜）           | 朝日放送 金曜3:08 - 3:38枠（木曜深夜）                                                                               |
| 前番組 | 番組名                                           | 次番組 |
| --- | ------------------------------------------------ | --- |
| ベストヒットUSA ※3:08 - 3:33 【日曜 3:55 - 4:17（土曜深夜）へ移動】ABC天気予報 ※3:33 - 3:35お知らせ ※3:35 - 3:38 | サーバント×サービス 【本作のみ『木曜アニメ』枠】 | ベストヒットUSA ※3:08 - 3:33 【日曜 3:55 - 4:17（土曜深夜）から再移動】ABC天気予報 ※3:33 - 3:35お知らせ ※3:35 - 3:38 |

## 書誌情報

### コミックス
- 高津カリノ 『サーバント×サービス』 スクウェア・エニックス〈ヤングガンガンコミックス〉、全4巻
  1. 2011年9月24日初版発行（同日発売[ス 1]）、ISBN 978-4-7575-3376-9
  2. 2012年11月24日初版発行（同日発売[ス 2][ス 3]）、ISBN 978-4-7575-3797-2（通常版） / ISBN 978-4-7575-3621-0（初回限定特装版）
  3. 2013年6月25日初版発行（同日発売[ス 4]）、ISBN 978-4-7575-3992-1
  4. 2014年8月25日初版発行（同日発売[ス 5][ス 6]）、ISBN 978-4-7575-4321-8（通常版） / ISBN 978-4-7575-4322-5（初回限定特装版）

### ファンブック
- 高津カリノ 『サーバント×サービス OFFICIAL FANBOOK 〜おしごとのじかん〜』 スクウェア・エニックス〈ヤングガンガンコミックス〉、2013年10月25日初版発行（同日発売[ス 7]）、ISBN 978-4-7575-4098-9